# 维托里亚杜雅里
1°7′25″S 51°59′45″W / 1.12361°S 51.99583°W

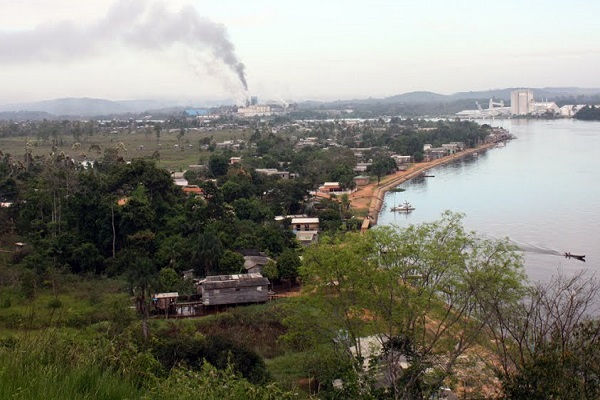
维托里亚杜雅里

维托里亚杜雅里（葡萄牙语：Vitória do Jari，意为“雅里的勝利”）是巴西的城鎮，位於該國北部，由阿馬帕州負責管轄，始建於1997年9月8日，面積2,483平方公里，海拔高度3米，2008年人口11,253，人口密度每平方公里4.44人。